# Imprenta Echeverría Hermanos
La imprenta Echeverría Hermanos se estableció en Bogotá, Colombia a mediados del siglo XIX. Sus propietarios fueron los tres hermanos tipógrafos León, Jacinto y Cecilio Echeverría, ciudadanos venezolanos convocados por Manuel Ancízar para operar en los talleres de la imprenta que pretendió establecer el entonces presidente Tomás Cipriano de Mosquera.

## Contexto histórico
Los hermanos Echeverría llegaron a Colombia gracias a Manuel Ancízar, uno de los personajes más relevantes para la historia editorial colombiana, que luego de retirarse del cargo de subsecretario de Relaciones Exteriores de Nueva Granada fundó la editorial y periódico El Neo-Granadino y constituyó así un equipo de aventajados trabajadores como los hermanos Echeverría, quienes siendo alumnos de Pedro Lovera y Carmelo Fernández, maestros fundadores del arte pictórico en Venezuela, ya habían intervenido en la instalación de las modernas impresoras de Caracas. El nuevo taller neo-granadino ofrecía los más novedosos servicios editoriales a la ciudadanía bogotana, y sus productos fueron adecuándose al gusto moderno que derivó en la nacionalización de una cultura tipográfica.
Para 1850, Ancízar se unió a la Comisión Corográfica, y aunque continuó publicando sus crónicas del viaje en una sección del periódico llamada Peregrinación, ciertas cuestiones de salud lo llevaron a vender la imprenta. El dinero obtenido lo unió a la empresa tipográfica de los hermanos Echeverría, quienes con anterioridad habían emprendido el establecimiento de su propio taller: la imprenta de Echeverría Hermanos.
Para valorizar el nombre de su taller con producciones de renombre, decidieron editar un volumen con las columnas de Ancízar y lanzar además su segunda y más grande obra: Peregrinación del Alpha, esto permitió a los hermanos Echeverría conseguir una buena suma económica e impulsar el suplemento literario de su propio periódico: El Pasatiempo. De modo que a partir de julio de 1853 en la sección de anuncios del periódico se comenzó a promocionar la publicación de las aventuras corográficas de Ancízar, cuyo nombre fue utilizado como argumento de venta para la futura publicación.

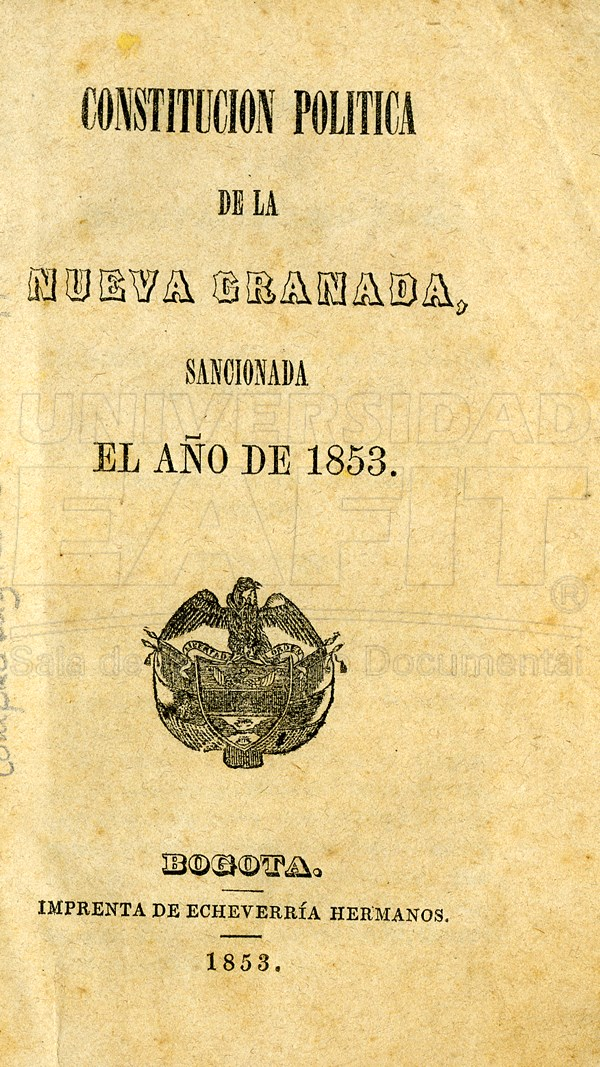
Constitución política de la República de Nueva Granada de 1853. Imprenta Echeverría Hermanos

Una de las mayores fuentes de ingreso para el taller de los tres hermanos fue la impresión de documentos del Estado, esto lo conseguían a través de contratos intermediados por Manuel Ancízar como dueño de la imprenta El Neogranadino. Lastimosamente en 1853 la imprenta pasó a manos del gobierno nacional, trayendo consigo el fin del arreglo de impresión de documentos con el taller de los hermanos. Esto causó un choque económico para ellos ya que, sin anticipar lo sucedido, se adelantaron en el mismo año a comprar en los Estados Unidos numerosos tipos y dos prensas imperiales para ofrecer mayores garantías en sus impresiones oficiales generando un gran gasto de más de tres mil pesos.

## Contribuciones
León Echeverría fue uno de los impresores más representativos para Colombia en la segunda mitad del siglo XIX, su imprenta implementó prácticas novedosas, que convirtieron el arte gráfico en un probable arte industrial y que además revolucionaron las concepciones tipográficas del momento implementando métodos europeos y norteamericanos. En consecuencia, introdujeron también papeles, tintas, tipos y otros cuantos insumos para configurar las visualidades modernas y proponer un modelo editorial para el Estado neogranadino y sus diferentes proyectos de comunicación y divulgación.
La imprenta Echeverría Hermanos publicó una cantidad variada de obras relevantes para la República de la Nueva Granada, que contribuyó a la propagación de revoluciones culturales desde finales del siglo XVIII, y amplió además la base social de lectores en el país facilitando la proliferación de géneros populares y el tránsito hacia una cultura letrada con la cual fundamentar un proyecto nacional ilustrado, en el que los libros dejaran de ser un privilegio de la élite letrada y pasarán a ser instrumentos de civilización, de transformación de las costumbres y generación de riqueza y reputación.

### Lista de publicaciones

#### Libros
- Pérez, S. (1851). Ensayos Líricos y Dramáticos. Imprenta de Echeverría hermanos.
- Ancízar, M. (1853). Peregrinación de Alpha. Bogotá, Colombia: Imprenta de Echeverría Hermanos.
- Codazzi, G. B. A. (1854). Resumen del diario histórico del ejército del Atlántico, ismo i Mompos: llamado después ejército del norte, levantado i mandado por... Tomas C. de Mosquera. Echeverría hermanos.
- Plata, J. M. (1856). Tierras Baldías. Imprenta de Echeverría hermanos.
- Aranda, F. (1856). La Desposada de Abydos. Imprenta de Echeverría hermanos.
- Huayna Capac Imprenta Echeverría Hermanos 1856 Felipe Pérez
- Atahuallpa Imprenta Echeverría Hermanos 1856 Felipe Pérez
- Los pizarros Imprenta Echeverría Hermanos 1857 Felipe Pérez
- Pérez, L. M. (1857). Elvira. Drama en cinco actos, en verso. Imprenta de Echeverría hermanos.
- Dargaud,Jean Marie "Historia de María Estuardo" Imprenta Echeverría Hermanos 1858
- Verdi, J. (1864) .El Trovador. Imprenta de Echeverría hermanos.
- Rozo, J. S. (1864). El último rei de los muiscas: novela histórica. Imp. de Echeverría Hnos.
- Sierra, V. (1866). Una culpa : drama en un acto. Imprenta de Echeverría hermanos.
- Echavarría, E. R. (1867). Defensa del presidente constitucional de Colombia, Gran Jeneral tc de Mosquera, ante el Senado. Echeverría Hermanos.
- Vergara y Vergara, J. M. (1867). Historia de la literatura en Nueva Granada, parte primera. Bogotá, Imprenta de Echeverría Hermanos, 283-289.
- Vergara, J. M. (1867). Historia de la literatura en Nueva Granada. 2 vols. Bogotá: Imprenta de Echeverría Hermanos.
- Rodríguez, C. (1870). Ferrocarril del Estado de Bolivar. Imprenta de Echeverría hermanos.
- Galán, A. M. (1870). Refutación de Las sirenas del doctor JJ Ortiz. Imprenta de Echeverria Hermanos.
- Cuervo, R. J. (1876). Apuntaciones críticas sobre el lenguaje bogotano, 2. edición notablemente aumentada. Bogotá, Imprenta de Echeverría Hermanos. (1886-1893): Diccionario de construcción y régimen de la lengua castellana, I [A y B] y II [C y D), París.
- Ortiz, J. B. (1880). Lecciones de filosofía social y ciencia de la legislación. Echeverría hermanos.
- Pérez, F. (1883). Geografía general física y política de los Estados Unidos de Colombia y geografía particular de la ciudad de Bogotá (Vol. 1). Imprenta de Echeverría hermanos.
- Pombo, M. A., & Guerra, J. J. (1892). Constituciones de Colombia. Echeverria Hermanos1865). Compendio de Jeografía para uso de las escuelas primarias de niños i niñas. Bogotá: Imprenta de Echeverría Hermanos.
- Madiedo, M. (1870). UNA JUSTA DEFENSA CONTRA UNA INJUSTA DEMANDA. Imprenta de Echeverría hermanos.
- Mogollón, J. V. (1910). Francisco Antonio Encina: su personalidad y sus ideas sobre la raza, la economía y la educación. Escenario: Chile, 1910. Imprenta de Echeverria Hermanos.
- Arboleda, H. (1890). Consideraciones acerca del invierno y del verano en la ciudad de Bogotá. Bogotá: Imprenta de Echeverría Hermanos.

#### Folletos o panfletos
- Algunos presos. Señor procurador general de la nación. Bogotá: Imprenta de Echeverria Hermanos, 25 de marzo de 1855.
- Ballesteros, Cruz. La teoría y la realidad. Bogotá: Echeverria Hermanos, 17 de diciembre de 1851.
- Ballesteros, Cruz, y su círculo. A los artesanos de buen corazón. Bogotá: Imprenta de Echeverria Hermanos, 17 de junio de 1863.
- Señor jefe político Doctor Eustaquio Álvarez. Bogotá: Imprenta de Echeverria Hermanos, 31 de agosto de 1851
- Reseña histórica de los principales acontecimientos políticos de la ciudad de Cali, desde el año de 1848 hasta el de 1855 inclusive. Bogotá: Imprenta de Echeverria Hermanos, 1856.
- Ponton, S. (1855). Prospectos del Colegio y Escuela del Sagrado Corazón de Jesús, para la educación i enseñanza de los señoritos pensionistas i niños esternos. Bogotá: Imprenta de Echeverría Hermanos.
- Vega, Francisco, et al. Cosas de artesanos. Bogotá: Imprenta de Echeverría Hermanos, 22 de marzo de 1866
- Vega, José María, Santos Castro, José Antonio Saavedra, et al. Los artesanos de Bogotá a la nación. Bogotá: Imprenta de Echeverria Hermanos, 15 de noviembre de 1857.

#### Memorias de viaje
- Perez, Felipe. Geografía general física y política de los Estados Unidos de Colombia y geografía particular de la ciudad de Bógota. Bógota: Imprenta de Echeverría Hermanos, 1883

#### Reglamentos y documentos oficiales
- Mosquera, T. C. (1856). Informe del senador TC de Mosquera a las comisiones reunidas del crédito público. Echeverria Hermanos.
- Escobar, A. (1857). Alegato Fundando Los Derechos Del Pueblo De Maria a Las Tierras De La. Florida", Cuestionadas Por El Señor Marcelino Palacios Ante El Superior Tribunal Del Cauca." Bogotá: Imprenta de Echeverría Hermanos
- Santander (Colombia). (1860). Leyes del Estado de Santander espedidas en el año 1859. Imprenta de Echeverría Hermanos.
- Mosquera, T. C. D. (1862). Reglamento e Instrucción de la Infantería de línea y tiradores para el servicio de los cuerpos de la Guardia Colombiana y la milicia de los Estados. Bogotá: Imprenta de Echeverría Hermanos.
- Colombia (United States of Colombia, & 1863-1885). (1866). Colección de tratados públicos: convenciones y declaraciones diplomáticas de los Estados Unidos de Colombia. Echeverría hermanos.
- Mosquera, T. C. (1868). Diccionario geográfico de los Estados Unidos de Colombia. Echeverría Hnos.

#### Otros
- Quijano Otero, J. M. (1871). Discurso sobre la historia de Colombia. Bogotá: Imprenta de Echeverría Hermanos.
- Amézquita, A. M. (1877). Panegírico en alabanza de Nuestra Señora del Socorro, pronunciado el 17 de junio de 1887. Echeverria Hnos.